# Peter Örn
Peter Michael Örn, född 25 februari 1954 i Karlskrona stadsförsamling i Karlskrona, är en svensk tidigare politiker och numera egen företagare. Han arbetar idag med ledarskap och hållbar samhällsutveckling som konsult, föreläsare och författare.
Örn inledde sin karriär inom politiken. Han har bland annat varit ordförande i Folkpartiets ungdomsförbund 1979–1983 samt partisekreterare i folkpartiet 1985–1994. Under senare år har han varit generalsekreterare för Svenska Röda Korset 1994-2001 och vd för Riksteatern 2002-2003. Han var ordförande för den regeringstillsatta grupp som analyserade Estoniakatastrofen.
Åren 2004-07 var Örn verkställande direktör för Sveriges Radio. Han avgick den 14 maj 2007 på grund av oenighet med Sveriges Radios styrelse i frågor som rörde det framtida arbetet. Han efterträddes av Kerstin Brunnberg.
Åren 2008-12 var han ordförande i regeringens Delegation för hållbara städer. Delegationens uppdrag var att stimulera hållbar stadsutveckling genom att verka som en nationell arena och mötesplats i frågan, genom kunskapsspridning, föreläsningar, workshops och konferenser. Delegationen för hållbara städers uppdrag var även att hantera ett statligt stöd till utvecklingen av hållbara städer.
Han var ordförande för Samtrafiken AB till 2015 samt Migrationsverkets etiska råd 2008-2012. Han är även ordförande för Wateraid Sweden, programrådsordförande för Vinnovas program Utmaningsdriven Innovation, styrelseordförande vid Blekinge Tekniska Högskola, ledamot i Sidas styrelse, samt ledamot av styrelsen för Anna Lindhs Minnesfond och av Vi-skogens styrelse.
Peter Örn är ordförande och demokratiambassadör för kommittén Demokratin 100 år som har i uppdrag att under åren 2018 – 2021 planera, samordna och genomföra en samling av insatser och aktiviteter för en stark demokrati. Kommittén består av en ordförande, tre demokratiambassadörer och ett sekretariat.
2010 gavs Örns bok Ledare ut på Libris förlag